# تعليم عال

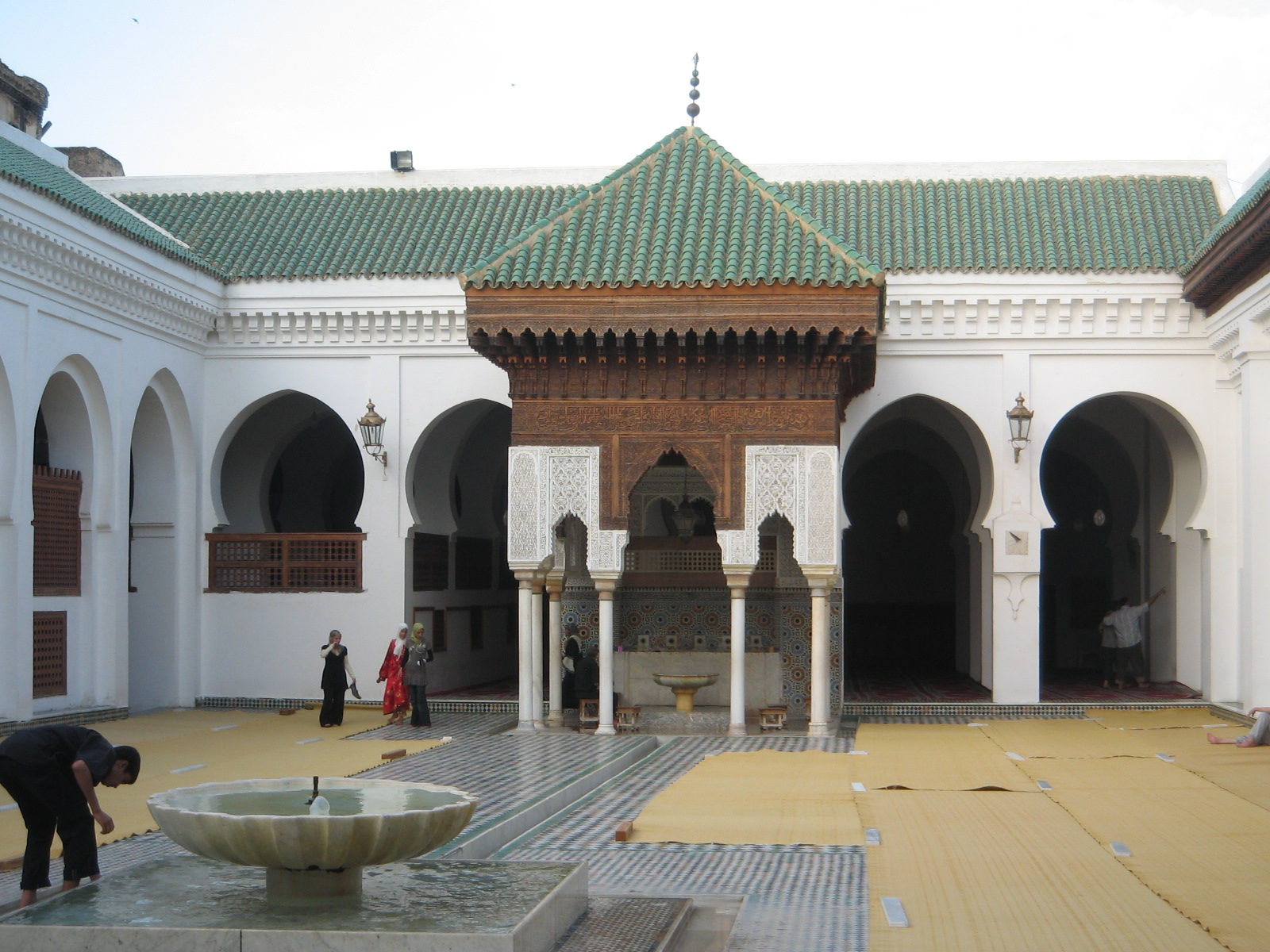
تعد جامعة القرويين التي أسستها فاطمة الفهري في فاس بالمغرب أقدم جامعة موجودة في العالم وأقدم جامعة لا زالت عاملة باستمرار وأول مؤسسة تمنح شهادات للتعليم العالي في العالم وفقاً لليونسكو وموسوعة غينيس للأرقام القياسية.

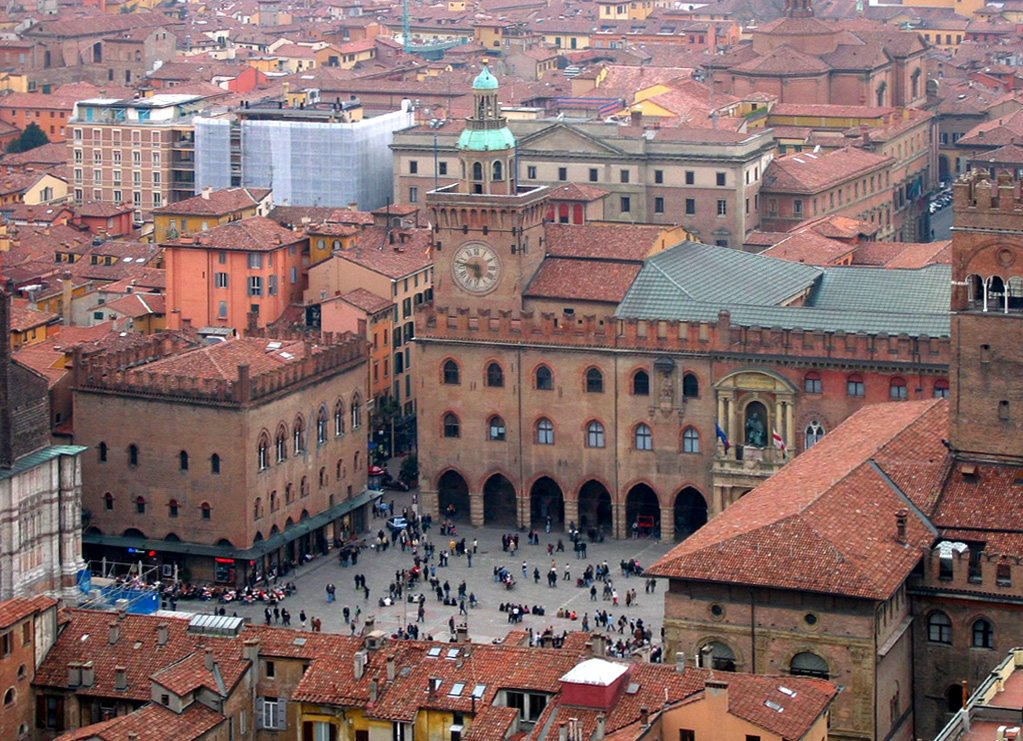
تعد جامعة بولونيا الواقعة في بولونيا بإيطاليا أقدم مؤسسة للتعليم العالي في أوروبا.

التعليم العالي أو التعليم الجامعي هو مرحلة عليا من التعليم تدرس في الجامعات، أو في الجامعات الحرفية (كليات أهلية، كليات الفنون العقلية، وكليات تقنية، إلخ) أو في أي مؤسسة جامعية أخرى تمنح شهادة جامعية. يختلف التعليم العالي عن التعليم المدرسي؛ حيث يدرس الطالب في التعليم العالي مجالاً متخصصاً يؤهله للعمل في أحد ميادين العمل بعد أن ينال إحدى الشهادات في تخصص معين أثناء دراسته الجامعية.

## الشهادات الجامعية
في معظم جامعات العالم ينقسم التعليم إلى ثلاثة مراحل بإمكان الطالب أن ينهي دراسته عند نهاية عند نجاحه في أي منها:
- المرحلة الأولى: البكالوريوس يمضي فيه الطالب من أربعة إلى خمس سنوات حسب التخصص الذي اختاره.
- المرحلة الثانية: الماجستير يمضي فيه الطالب من سنة إلى اثنتين حسب التخصص الذي اختاره وحسب نشاطه وحسب نظام الجامعة.
- المرحلة الثالثة: الدكتوراه يمضي فيه الطالب من سنة إلى اثنتين حسب التخصص الذي اختاره وحسب نشاطه وحسب نظام الجامعة، وفي نهاية المدة عليه تقديم رسالة بحثية تناقشه فيها لجنة من أساتذة الجامعة تقرر ما إذا يمنح درجة الدكتوراه في التخصص الذي اختاره.

## مزيد من القراءة
- مايكل بروسر، كيث تريغول (1999). «فهم التعلم والتدريس: الخبرة في حقل التعليم العالي». (الطبعة العربية الأولى) ترجمة صالح هاني، مكتبة العبيكان، (ردمك 978-9960-546612)
- جوزيف سي. بيرك وآخرون (2004). «تحقيق المسؤولية في التعليم العالي: الموازنة بين الحاجات العامة والأكادمية ومتطلبات السوق». (الطبعة الأولى) ترجمة أسامة محمد إسبر، مراجعة مصطفى عشوي، مكتبة العبيكان، (ردمك 9960408809)

## وصلات خارجية
- رابطة دراسة التعليم العالي (بالإنجليزية)
- رابطة الأبحاث التعليمية الأمريكية (بالإنجليزية)
- مركز دراسات سياسة التعليم العالي (بالإنجليزية)